# Alois Kratzer
Alois Kratzer (ur. 27 maja 1907 w Hausham, zm. 11 września 1990 w Kreuth) – niemiecki skoczek narciarski, uczestnik zimowych igrzysk olimpijskich.
Uczestniczył w Zimowych Igrzyskach Olimpijskich 1928 w Sankt Moritz. Był jednym z czterech skoczków z Niemiec, którzy wystartowali na igrzyskach w Szwajcarii.
Wystąpił tam w zawodach na skoczni normalnej K-66. W pierwszej serii skoczył na odległość 49,5 metra, a w drugiej poprawił się o cztery i pół metra. Kratzer zakończył konkurs z notą 14,853 pkt. (pierwszy sędzia dał mu notę 14,437, drugi 14,687 a trzeci 15,437); zajął 19. miejsce na 38 skoczków, którzy wystąpili w konkursie.
W 1929 zajął czwarte miejsce na Mistrzostwach Świata w Narciarstwie Klasycznym 1929. W 1938 na mistrzostwach świata w Lahti zajął 41. miejsce po skokach na 56,5 m i 54,5 m.